# أوسكار إم. كوربن جونيور
أوسكار إم. كوربن جونيور (بالإنجليزية: Oscar M. Corbin, Jr.)‏ هو شخصية أعمال أمريكي، ولد في 3 مايو 1918، وتوفي في 8 مايو 2012 في فورت مايرز في الولايات المتحدة.